# Petru de Salerno
Petru (n. ? - d. 853) a fost inițial tutore și regent pentru principele de Salerno, minorul Sico, deținând această poziție între 851 și 853. 
În 853, Petru a uzurpat tronul și l-a înlăturat pe Sico, care a fost nevoit să caute refugiu în nord. Petru a fost confirmat ca principe de către împăratul Ludovic al II-lea în luna decembrie. Domnia sa nu a fost însă de durată, el murind în același an, însă după ce a apucat să lase Principatul prin testament, fiului său, Ademar.